# او تمام دنیا را در کنترل خودش دارد
او تمام دنیا را در کنترل خودش دارد(به انگلیسی: He's Got the Whole World in His Hands) یک آوازِ سنتیِ مذهبی یا Spiritual در آمریکا است که نخستین بار در سال 1927 منتشر شد.
کشتی‌گیر حرفه‌ای دبلیودبلیوئی یعنی بری وایت طی دشمنی خود با جان سینا این آواز را میخواند تا بر این موضوع تأکید کند که رهبر یک کالت است.